# أربعون حديثا عن أربعين شيخا من عوالي المجيزين
كتاب أربعون حديثاً عن أربعين شيخًا من عوالي المجيزين هو كتاب من تأليف ابن حجر العسقلاني، ويُعتبر من الكتب القيمة لدى الباحثين والأساتذة في فروع علم الحديث ؛ حيث يندرج الكتاب ضمن نطاق علوم الحديث الشريف والفروع قريبة الصلة من علوم فقهية وسيرة وغيرها من فروع الهدي النبوي.

## نبذة عن مؤلف الكتاب
شهاب الدين أبو الفضل أحمد بن علي بن محمد بن محمد بن علي بن محمود بن أحمد بن أحمد الكناني العسقلاني ثم المصري الشافعي (شعبان 773 هـ/1371م - ذو الحجة 852 هـ/1449م)، مُحدِّث وعالم مسلم، شافعي المذهب، لُقب بعدة ألقاب منها شيخ الإسلام وأمير المؤمنين في الحديث، أصله من مدينة عسقلان، ولد الحافظ ابن حجر العسقلاني في شهر شعبان سنة 773 هـ في الفسطاط، توفي والده وهو صغير، فتربّى في حضانة أحد أوصياء أبيه، ودرس العلم، وتولّى التدريس.
ولع بالأدب والشعر ثم أقبل على علم الحديث، ورحل داخل مصر وإلى اليمن والحجاز والشام وغيرها لسماع الشيوخ، وعمل بالحديث وشرح صحيح البخاري في كتابه فتح الباري، فاشتهر اسمه، قال السخاوي: «انتشرت مصنفاته في حياته وتهادتها الملوك وكتبها الأكابر.»، وله العديد من المصنفات الأخرى، عدَّها السخاوي 270 مصنفًا، وذكر السيوطي أنها 200 مصنف. وقد تنوعت مصنفاته، فصنف في علوم القرآن، وعلوم الحديث، والفقه، والتاريخ، وغير ذلك من أشهرها: تقريب التهذيب، ولسان الميزان، والدرر الكامنة في أعيان المائة الثامنة، وألقاب الرواة، وغيرها. تولى ابن حجر الإفتاء واشتغل في دار العدل وكان قاضي قضاة الشافعية. وعني ابن حجر عناية فائقة بالتدريس، واشتغل به ولم يكن يصرفه عنه شيء حتى أيام توليه القضاء والإفتاء، وقد درّس في أشهر المدارس في العالم الإسلامي في عهده من مثل: المدرسة الشيخونية والمحمودية والحسنية والبيبرسية والفخرية والصلاحية والمؤيدية ومدرسة جمال الدين الأستادار في القاهرة. توفي في 852 هـ بالقاهرة.

## نبذه عن مؤلف عوالي المجيزين
أبو بكر بن الحسين المراغي (727 - 816 هـ /1327 - 1414 م) هو الإمام أبو بكر بن الحسين بن عمر، القرشي العبشمي الأموي العثماني، زين الدين، وكنيته أبو محمد ويقال اسمه (عبد الله) والمشهور (أبو بكر) المصري الشافعي المراغي.
مؤرخ من أصول مصرية ولد بالقاهرة وقرأ واشتهر، ثم انتقل إلى المدينة فاستوطنها نحو 50 سنة، وولي قضاءها وخطابتها وإمامتها سنة 809 هـ وصرف بعد سنة ونصف، وأقام بمكة سنتين، وتوفي بالمدينة سنة 816 هـ، من كتبه: مشيخة أبي بكر المراغي، روائع الزهر، تحقيق النصرة بتلخيص معالم دار الهجرة، الوافي، الأربعون من عوالم المجيزين.

## وصف الكتاب
خرج المؤلف كتابه هذا عن الإمام أبي بكر بن الحسين المراغي الذي التقاه أثناء رحلته إلى الحجاز، ووفاء لهذا الشيخ الذي أخذ عنه خرّج له أربعون حديثاً من عواليه عن أربعين شيخًا من أصحاب الأسانيد العالية نهج فيه نهج المؤلفين في المشيخات من إيراد الحديث مسندا إلى رسول الله  وبيان درجته، وعلو الشيخ في هذه الرواية ثم تعريف لحياة الشيخ متضمنة أهم الكتب التي تلقاها عن شيوخه.
وهذا الكتاب يأتي ضمن الكتب التي عنت بالاسناد الذي هو سنة متبعة واجبة في التلقي، و أحد خصائص هذه الأمة، كما قال أبو بكر الاصبهاني: "بلغني أن الله تعالى خص هذه الامة بثلاثة أشياء، لم يعطها من قبلها من الامم: الإسناد، والانساب والإعراب.

## طالع أيضًا
- التلخيص الحبير في تخريج أحاديث الرافعي الكبير
- أحوال الميت من حين الاحتضار إلى الحشر
- التتبع لصفة التمتع
- الخصال المكفرة للذنوب